# Marantao
Marantao è una municipalità di terza classe delle Filippine, situata nella Provincia di Lanao del Sur, nella Regione Autonoma nel Mindanao Musulmano.
Marantao è formata da 34 baranggay:
- Bacayawan
- Bacong
- Banga-Pantar
- Batal-Punud
- Bubong Madanding (Bubong)
- Camalig (Pob.)
- Camalig Bandara Ingud
- Camalig Bubong
- Cawayan
- Cawayan Bacolod
- Cawayan Kalaw
- Cawayan Linuk
- Daanaingud
- Ilian
- Inudaran Campong
- Inudaran Loway
- Inudaran Lumbac

- Kialdan
- Lubo
- Lumbac Kialdan
- Mantapoli
- Matampay
- Maul
- Maul Ilian
- Maul Lumbaca Ingud
- Nataron
- Pagalongan Bacayawan
- Palao
- Pataimas
- Poblacion
- Poona Marantao
- Punud Proper
- Tacub
- Tuca Kialdan